# Guerriero rosso - la lunga vendetta Apache
Guerriero rosso - la lunga vendetta Apache (Cry Blood, Apache) è un film del 1970, diretto da Jack Starrett.